# Passage des Primevères
Passage des Primevères, även benämnd Impasse des Primevères, är en passage i Quartier Saint-Ambroise i Paris elfte arrondissement. Passagen är uppkallad efter de viveväxter (franska: primevères) som tidigare växte här. Passage des Primevères börjar vid Rue Saint-Sabin 50 och slutar vid Rue Nicolas-Appert 5.

## Omgivningar
- Saint-Ambroise
- Place Pasdeloup
- Passage Sainte-Anne-Popincourt
- Impasse Saint-Sébastien
- Passage des Eaux-Vives
- Rue Pelée
- Rue Gaby-Sylvia
- Allée Verte

## Kommunikationer
- Tunnelbana – linje  – Richard-Lenoir
- Busshållplats Saint-Claude – Paris bussnät, linje 91

### Webbkällor
- ”Passage des Primevères”. Mairie de Paris. https://web.archive.org/web/20190905053514/http://www.v2asp.paris.fr/commun/v2asp/v2/nomenclature_voies/Voieactu/7806.nom.htm. Läst 18 oktober 2022.
- ”Passage des Primevères (11ème arrondissement)”. Les rues de Paris. https://web.archive.org/web/20200115045835/http://www.parisrues.com/rues11/paris-11-passage-des-primeveres.html. Läst 18 oktober 2022.